# Tolga Özgen
Tolga Özgen (* 28. Februar 1980 in Ankara) ist ein türkischer Fußballspieler, der zuletzt für Adana Demirspor spielte.

## Karriere

### Verein
Tolga Özgen begann mit dem Vereinsfußball in der Jugendabteilung von Gençlerbirliği Ankara.
Im Sommer 2000 wechselte er als Profispieler zum damaligen Drittligisten İnegölspor und machte in seiner ersten Saison als Ersatztorwart lediglich ein Ligaspiel. In seiner zweiten Saison kam er auf vier Spieler. Die Saison 2002/003 setzte er sich endgültig als Stammtorwart durch und machte 31 Ligapartien.
Zur neuen Spielzeit wechselte er dann zum Zweitligisten Istanbul Büyükşehir Belediyespor und erkämpfte sich auf Anhieb die Position des Stammtorwarts. In der Spielzeit 2004/05 verlor er seinen Stammplatz und machte als Ersatztorwart kein einziges Spiel.
In der Saison 2005/06 spielte er als Leihspieler jeweils für eine halbe Spielzeit erst bei Giresunspor und anschließend bei Kasımpaşa.
Im Sommer 2006 wechselte er dann samt Ablösesumme zu Kasımpaşa. Hier spielte er zeitweise als Stammtorwart und zeitweise als Ersatzkeeper. Mit Kasımpaşa erreichte er zur Saison 2006/07 und später zur Saison 2008/09 jeweils den Aufstieg in die Süper Lig. Zum Saisonende 2011/12 trennte er sich nach erneutem Aufstieg in die Süper Lig nach gegenseitigem Einvernehmen von Kasımpaşa.
Für die Rückrunde 2012/13 wechselte er zum Erstligisten Sanica Boru Elazığspor. Özgen verließ Elazığspor ohne ein Spiel zu absolvieren und unterschrieb im Sommer 2013 bei Gaziantep Büyükşehir Belediyespor.
Im Sommer 2014 wechselte er zu Adana Demirspor. Nachdem sein Vertrag hier im Sommer 2015 nicht verlängert wurde und er keinen anderen Arbeitgeber finden konnte, blieb er für die Saison 2015/16 vereinslos.

### Nationalmannschaft
Tolga Özgen spielte 2008 einmal für die zweite Auswahl der türkischen Nationalmannschaft.

## Erfolge
Mit Kasımpaşa Istanbul
- Play-off-Sieger der TFF 1. Lig und Aufstieg in die Süper Lig: 2006/07
- Play-off-Sieger der TFF 1. Lig und Aufstieg in die Süper Lig: 2008/09
- Play-off-Sieger der TFF 1. Lig und Aufstieg in die Süper Lig: 2011/12